# Copa América i futsal
Copa América i futsal är en mästerskapstävling i futsal för herrlandslag som spelar under den sydamerikanska fotbollsfederationen Conmebol. Den första turneringen spelades 1992 och har sedan dess varierat i spelfrekvens. Turneringen räknas som kval till världsmästerskapet i futsal.
Sydamerikanska mästerskapet i futsal var en föregångare till turneringen, som spelades från 1965 till 1989.
Turneringen har spelats under följande namn:
- CONMEBOL-mästerskapet i futsal – (1992–2000)
- Taça America de Futsal – (1995–1999)
- Copa América de futsal – (sedan 2003)

## Medaljörer

### CONMEBOL-mästerskapet
| År   | Värdnation                | Final     | Final                      | Final     | Match om tredjepris | Match om tredjepris        | Match om tredjepris |
| År   | Värdnation                | Vinnare   | Resultat                   | Tvåa      | Trea                | Resultat                   | Fyra                |
| ---- | ------------------------- | --------- | -------------------------- | --------- | ------------------- | -------------------------- | ------------------- |
| 1992 | Aracaju, Brasilien        | Brasilien | Klassificerats i gruppspel | Argentina | Paraguay            | Klassificerats i gruppspel | Ecuador             |
| 1996 | Rio de Janeiro, Brasilien | Brasilien | 8 – 1                      | Uruguay   | Argentina           | 2 – 1                      | Paraguay            |
| 2000 | Foz do Iguaçu, Brasilien  | Brasilien | 6 – 0                      | Argentina | Uruguay             | 4 – 2                      | Bolivia             |

### Taça America
| År   | Värdnation              | Final     | Final                      | Final     | Match om tredjepris | Match om tredjepris        | Match om tredjepris |
| År   | Värdnation              | Vinnare   | Resultat                   | Tvåa      | Trea                | Resultat                   | Fyra                |
| ---- | ----------------------- | --------- | -------------------------- | --------- | ------------------- | -------------------------- | ------------------- |
| 1995 | São Paulo, Brasilien    | Brasilien | Klassificerats i gruppspel | Argentina | Uruguay             | Klassificerats i gruppspel | Paraguay            |
| 1997 | São Leopoldo, Brasilien | Brasilien | 6 – 0                      | Argentina | Paraguay            | Klassificerats i gruppspel | Uruguay             |
| 1998 | Joinville, Brasilien    | Brasilien | 9 – 1                      | Paraguay  | Uruguay             | Klassificerats i gruppspel | Argentina           |
| 1999 | Joinville, Brasilien    | Brasilien | 9 – 4                      | Paraguay  | Argentina           | Klassificerats i gruppspel | Uruguay             |

### Copa América
| År   | Värdnation              | Final                                                      | Final                                                      | Final                                                      | Match om tredjepris                                        | Match om tredjepris                                        | Match om tredjepris                                        |
| År   | Värdnation              | Vinnare                                                    | Resultat                                                   | Tvåa                                                       | Trea                                                       | Resultat                                                   | Fyra                                                       |
| ---- | ----------------------- | ---------------------------------------------------------- | ---------------------------------------------------------- | ---------------------------------------------------------- | ---------------------------------------------------------- | ---------------------------------------------------------- | ---------------------------------------------------------- |
| 2003 | Asunción, Paraguay      | Argentina                                                  | Klassificerats i gruppspel                                 | Brasilien                                                  | Paraguay                                                   | Klassificerats i gruppspel                                 | Uruguay                                                    |
| 2008 | Uruguay                 | Brasilien                                                  | 6 – 2                                                      | Uruguay                                                    | Argentina                                                  | 3 – 2                                                      | Paraguay                                                   |
| 2011 | Buenos Aires, Argentina | Brasilien                                                  | 5 – 1                                                      | Argentina                                                  | Paraguay                                                   | 3 – 1                                                      | Colombia                                                   |
| 2015 | Portoviejo, Ecuador     | Argentina                                                  | 4 – 1                                                      | Paraguay                                                   | Brasilien                                                  | 5 – 1                                                      | Colombia                                                   |
| 2017 | San Juan, Argentina     | Brasilien                                                  | 4 – 2 (e.f.)                                               | Argentina                                                  | Paraguay                                                   | 4 – 3                                                      | Uruguay                                                    |
| 2019 | Los Ángeles, Chile      | Turneringen inställd på grund av protesterna i Chile 2019. | Turneringen inställd på grund av protesterna i Chile 2019. | Turneringen inställd på grund av protesterna i Chile 2019. | Turneringen inställd på grund av protesterna i Chile 2019. | Turneringen inställd på grund av protesterna i Chile 2019. | Turneringen inställd på grund av protesterna i Chile 2019. |
| 2022 | Asunción, Paraguay      | Argentina                                                  | 1 – 0                                                      | Paraguay                                                   | Brasilien                                                  | 3 – 0                                                      | Colombia                                                   |
| 2024 | Luque, Paraguay         | Brasilien                                                  | 2 – 0                                                      | Argentina                                                  | Venezuela                                                  | 4 – 1                                                      | Paraguay                                                   |